# Physoptera parastigmatica
Physoptera parastigmatica är en tvåvingeart som beskrevs av Borgmeier 1966. Physoptera parastigmatica ingår i släktet Physoptera och familjen puckelflugor.
Artens utbredningsområde är Florida. Inga underarter finns listade i Catalogue of Life.